# La Isabela

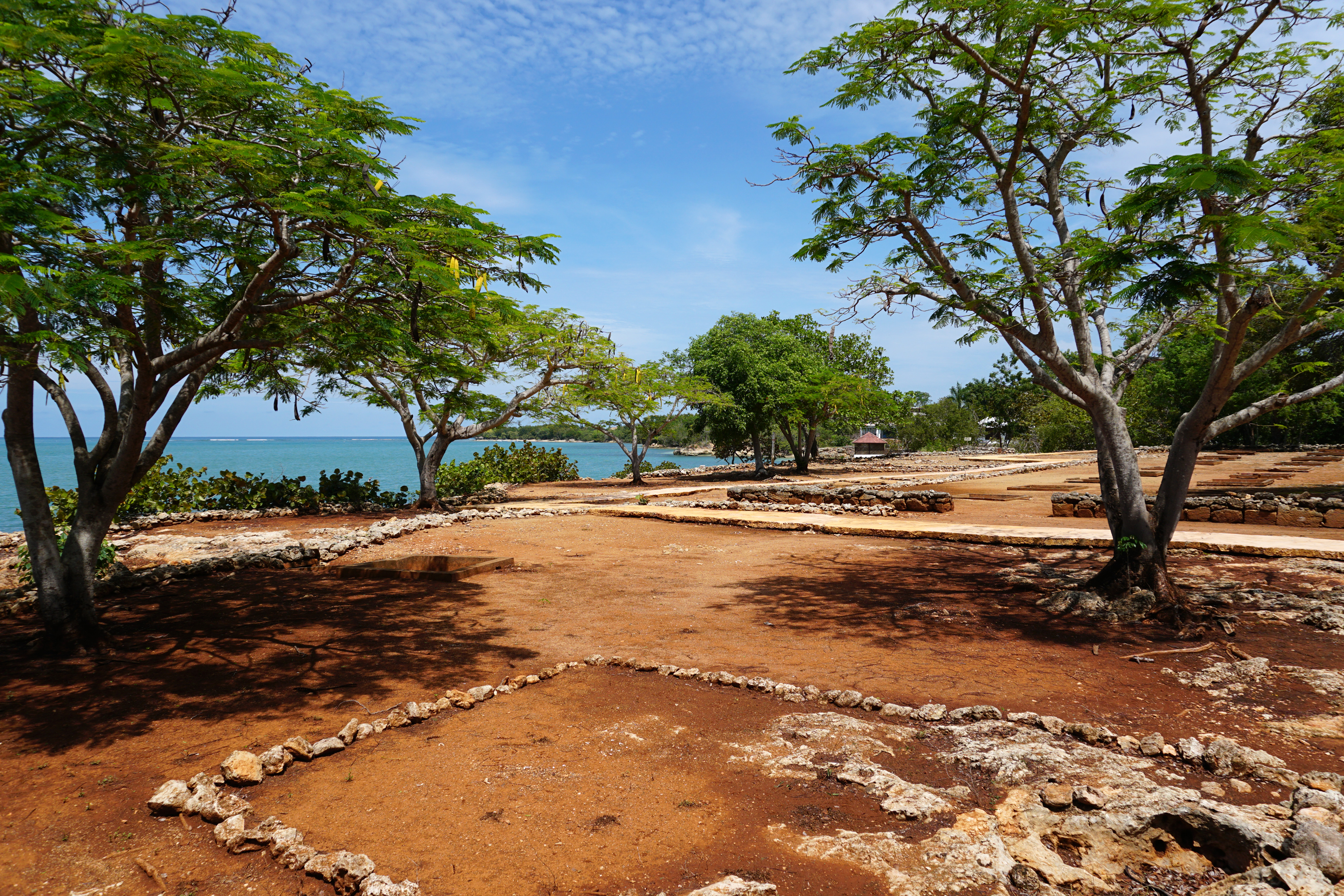
celkový pohled na lokalitu

La Isabela byla prvním Španěly plánovaně založeným sídlem na americkém kontinentu. Osadu založil Kryštof Kolumbus na severním pobřeží ostrova Hispaniola při své druhé plavbě. O založení bylo rozhodnuto poté, co se zjistilo, že pevnost La Navidad, kterou založil při své první plavbě, byla domorodým indiánským obyvatelstvem zničela. Výstavba začala v prosinci 1493, formálně byla založena 6. ledna 1494. Osada byla pojmenována na počest kastilské královny Isabely.
Tato archeologická lokalita se nachází v moderní dominikánské provincii Puerto Plata.

## Dějiny
Sídlo sestávalo z několika hlavních kamenných staveb (dům velitele, skladiště, strážná věž, kostel a zbrojnice) a řady dřevěných obytných domů. La Isabela byla zasažena hurikány v letech 1494 a 1495. Hlad, nemoci a malé množství drahých kovů v okolí, které osadníci v okolí nalézali, brzy vedly k desiluzi, vzpouře obyvatel a dalšímu hladu a nemocem. La Isabela sotva přežila až do roku 1496, kdy se většina evropských obyvatel rozhodla osadu opustit ve prospěch nového sídla - Santo Domingo - které založil Bartoloměj Kolumbus. Odliv osadníků spoluzpůsobil i nález zlata v regionu La Vega. Roku 1500 zůstává osada opuštěným městem duchů.

## Fotogalerie

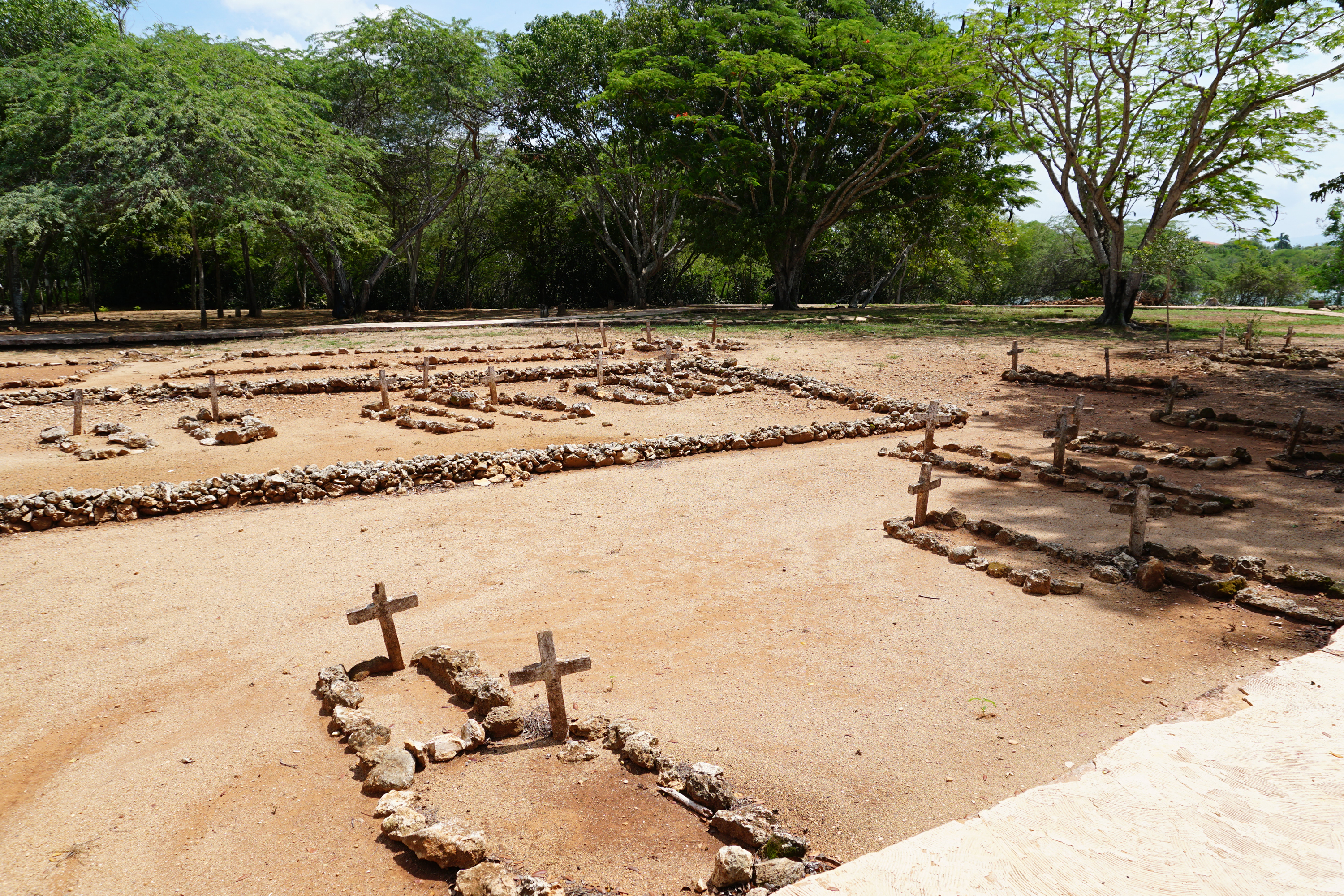
hřbitov
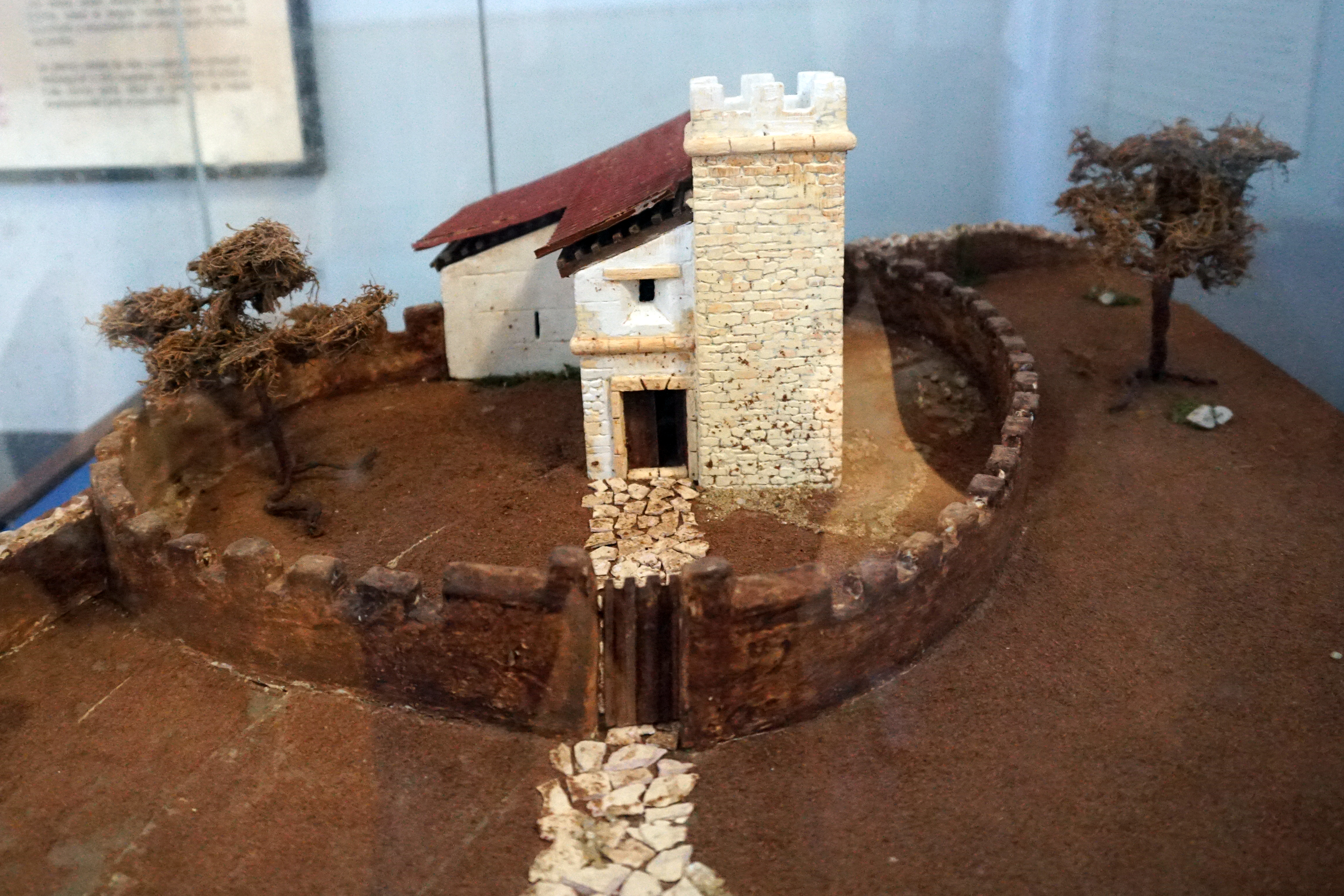
maketa domu velitele
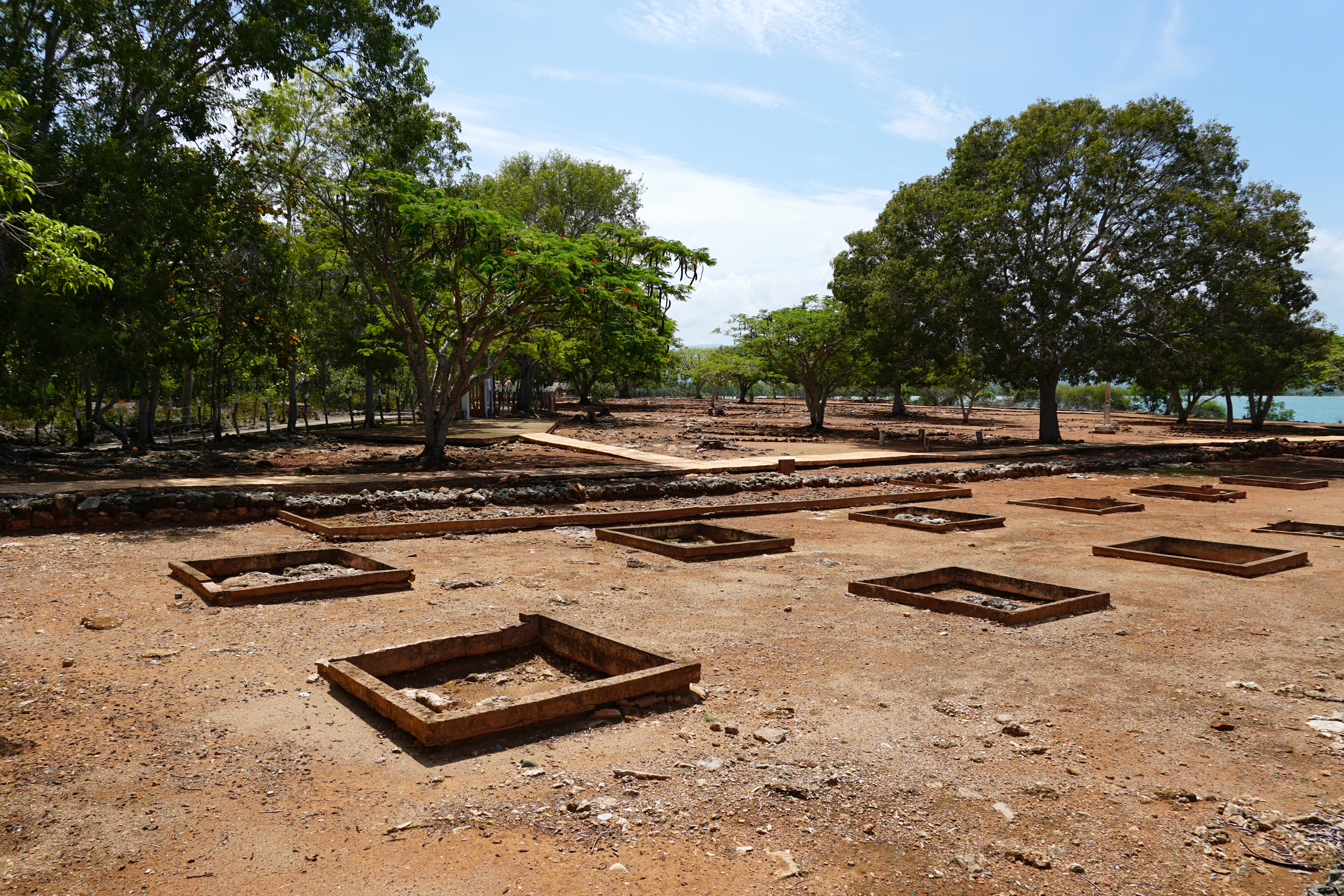
pozůstatky skladiště
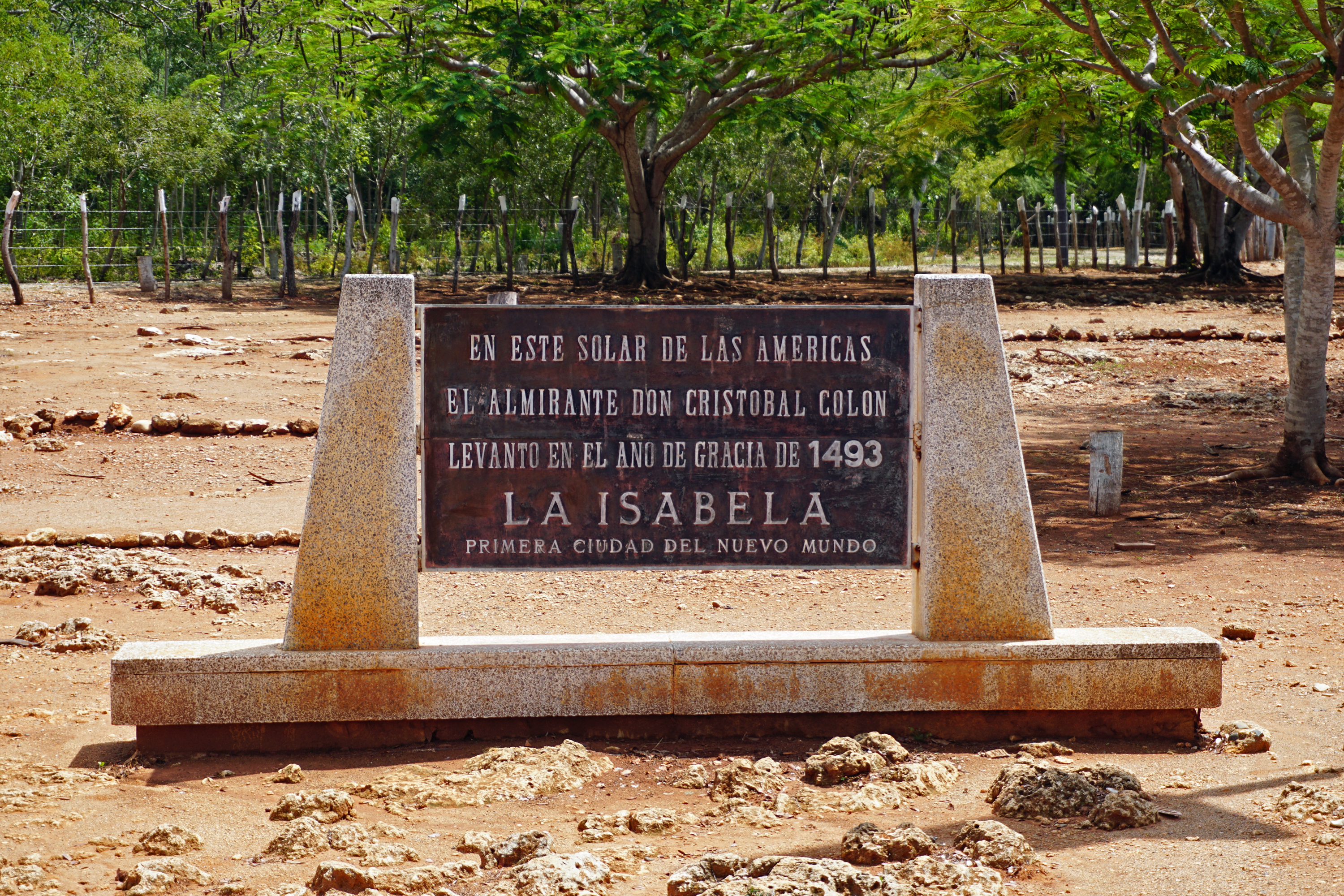
pamětní deska
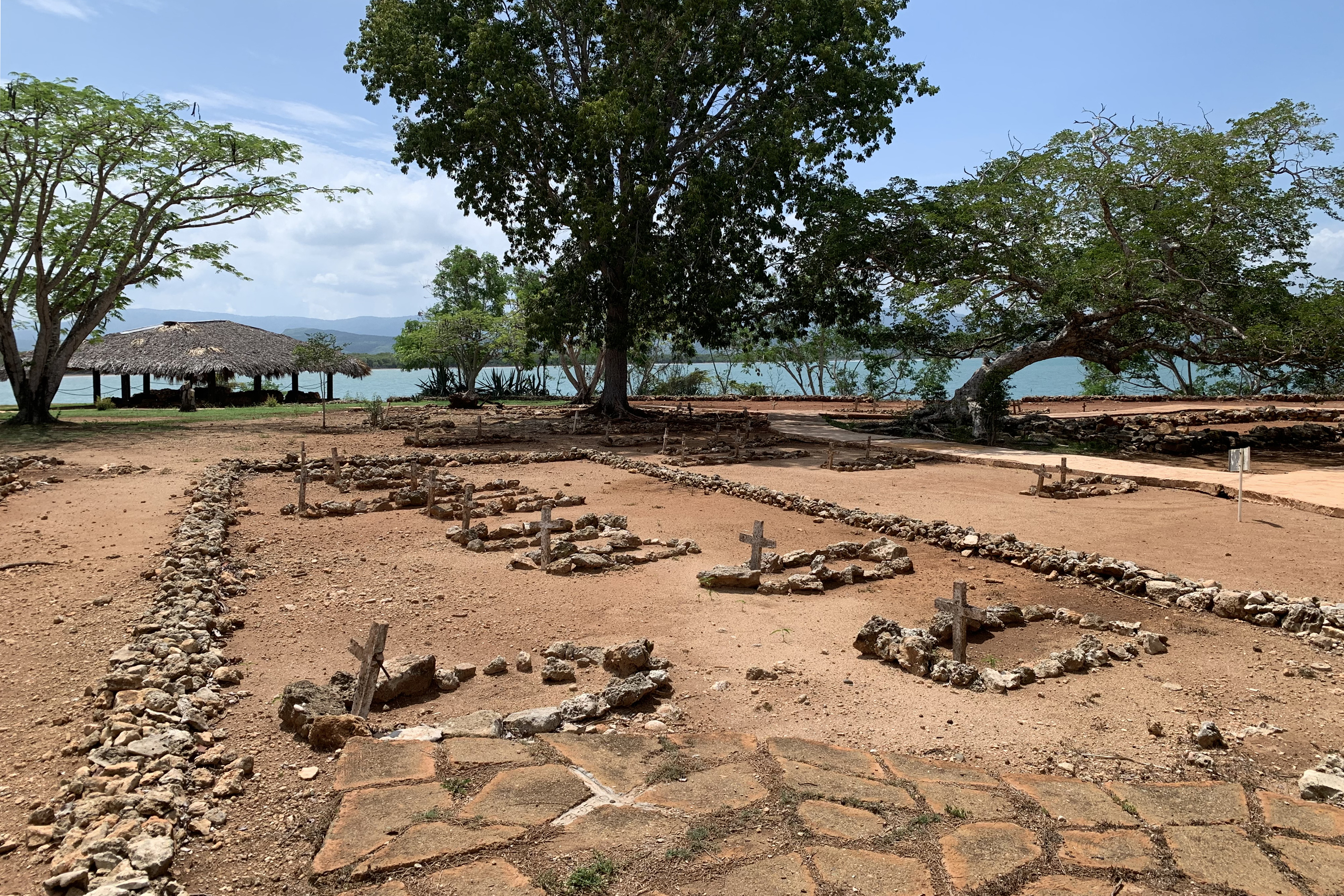
hřbitov